# Столбово (Сланцевский район)
Столбово — деревня в Старопольском сельском поселении Сланцевского района Ленинградской области.

## История
Смежные деревни Переднее Столбово (Мишина Гора) и Заднее Столбово упоминаются на карте Санкт-Петербургской губернии Ф. Ф. Шуберта 1834 года.

СТОЛБОВО БОЛЬШОЕ — деревня принадлежит ведомству Павловского городового правления, число жителей по ревизии: 20 м. п., 28 ж. п.

СТОЛБОВО ЗАДНЕЕ — деревня принадлежит ведомству Павловского городового правления, число жителей по ревизии: 36 м. п., 40 ж. п. (1838 год)

Под названием Переднее Столбово (Мишина) и Заднее Столбово они отмечены на карте профессора С. С. Куторги 1852 года.

СТОЛБОВА — деревня Павловского городового правления, по просёлочной дороге, число дворов — 14, число душ — 53 м. п. (1856 год)

СТОЛБОВО — деревня Павловского городового правления при озере Долгом, число дворов — 14, число жителей: 59 м. п., 64 ж. п. (1862 год) 

В XIX — начале XX века деревня административно относилась к Константиновской волости 1-го земского участка 1-го стана Гдовского уезда Санкт-Петербургской губернии.
Согласно Памятной книжке Санкт-Петербургской губернии 1905 года деревня образовывала Столбовское сельское общество.
До марта 1917 года деревня находилась в составе Константиновской волости Гдовского уезда.
С марта 1917 года, в составе Китковского сельсовета Доложской волости.

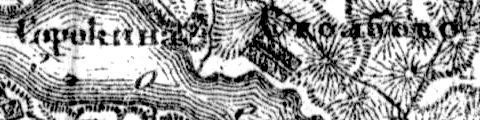
Деревня Столбово на карте 1919 года

С февраля 1927 года в составе Выскатской волости.
С августа 1927 года в составе Рудненского района.
С 1928 года в составе Столбовского сельсовета. В 1928 году население деревни составляло 146 человек.
По данным 1933 года деревня Столбово являлась административным центром Столбовского сельсовета Рудненского района, в который входили 12 населённых пунктов: сёла Доложок, Зажупанье и деревни Жаворонок, Жалино, Изборовье, Китково, Кр. Перегреб, Нарпицы, Растило, Сорокино, Столбово, Чехлово, общей численностью населения 1364 человека. С августа 1933 года, в составе Осьминского района.
По данным 1936 года в состав Столбовского сельсовета Осьминского района входили 11 населённых пунктов, 260 хозяйств и 10 колхозов, административным центром сельсовета являлся посёлок Столбово.
С 1 августа 1941 года по 31 января 1944 года, германская оккупация.
С 1961 года, в составе Заручьевского сельсовета Сланцевского района.
С 1963 года, в составе Кингисеппского района.
По состоянию на 1 августа 1965 года деревня Столбово входила в состав Заручьевского сельсовета Кингисеппского района. С ноября 1965 года, вновь в составе Сланцевского района. В 1965 году население деревни составляло 44 человека.
По данным 1973 года деревня Столбово входила в состав Заручьевского сельсовета.
По данным 1990 года деревня Столбово входила в состав Старопольского сельсовета.
В 1997 году в деревне Столбово Старопольской волости проживали 17 человек, в 2002 году — 8 человек (все русские).
В 2007 году в деревне Столбово Старопольского СП проживали 11 человек, в 2010 году — 12 человек.

## География
Деревня расположена в юго-восточной части района на автодороге 41К-163 (Менюши — Заручье — Каменец).
Расстояние до административного центра поселения — 13 км.
Расстояние до ближайшей железнодорожной платформы Сланцы — 58 км.
Деревня находится на северном берегу озера Долгое, к востоку от устья Каменного ручья.

## Демография
| 1862 | 2007 | 2010 | 2017 |
| ---- | ---- | ---- | ---- |
| 123  | ↘11  | ↗12  | ↘7   |